# Ridley
Ridley (リドリー Ridley o Ridorii) és un dels antagonistes i enemics finals més populars de la saga de videojoc Metroid. Sempre que apareix és un dels autors dels fets del joc i un dels enemics finals. És el general de tots els pirates espacials. Normalment és l'últim enemic final abans de la batalla final.
Ridley ha estat innombrablement mort per Samus Aran durant la franquícia, la seva aguerrida rival, i ha estat reconstruït moltes vegades en forma de ciborg, tot i que no sempre de la mateixa manera. Són rivals des del dia en què es van conèixer, ja que ell de fet mata els seus pares. El seu nom és un homenatge al famós director de cinema, creador de la saga Alien, Ridley Scott.
Rival indiscutible i arxienemic de Samus, Ridley fou el causant per la qual la jove protagonista es varà fer caça-recompenses; per aniquilar la brutícia que els Pirates Espacials han estès sobre els milers de sistemes, gent com Ridley in altres malvats depravats. Ridley també fou qui despertà la ira de Samus en matar als seus pares.

## Biologia
Ridley, és un drac espacial, l'únic supervivent de la seva espècie supervivent de la massacra que va cometre la Federació Galàctica contra la seva dita espècie. És molt similar als pterodàctil, amb ulls vuits i morts. A semblança del seu aspecte bestial, Ridley és molt intel·ligent; és vist que fins i tot pot parlar – vist en el manga – i pot realitzar càlculs d'estratègia en batalla molts ràpids i eficients; pel seu motiu d'estrateg implacable és el General dels Pirates Espacials. És bastant persistent i dur de pelar, per aquest motiu li encanta la batalla, i encara que ha sofert pèrdues, sempre tornarà la càrrega per lluitar. Segons els escàners de la trilogia Prime, és el mateix Ridley el que pareix en tots els Metroid encara de totes les seves morts. La seva forma d'atacar més comuna és llançant boles de foc, atacar amb les seves urpes, amb la cua i derivant amb el seu corpulent cos.

## Història

### Història primerenca
Ridley és en realitat el nom clau per a la Geoforma 187, el qual és un dels últims dracs espacials que queden en tota la galàxia després d'un genocidi massiu de l'espècie, programa d'aniquilació dut per la Federació Galàctica. Poc se sap sobre la seva vida anterior als Pirates Espacials, solament es pot dir que amb el temps ha assolit arribar fins al rang de "Comandant Suprem de la Confederació de Pirates Espacials’’. La primera vegada que es veu a Ridley és en una invasió a una colònia humana en el planeta Terra, coneguda com a K-2L. La invasió pirata consistia en recuperació d'un combustible específic, Afloraltita, i Ridley va permetre a les seves tropes destruir tot el que volguessin en aquesta colònia. En aquesta invasió, va anar la primera trobada de Ridley amb Samus Aranqui llavors tenia tres anys. En veure-la, Ridley intenta assassinar-la, però la mare de Samus es posa en el camí, salvant a Samus però morint. El pare de Samus, va morir com a part d'una explosió ocasionat pel combustible que els Pirates Espacials robaven, explosió causada al seu torn, per la batalla que s'havia iniciat en K-2L. Ridley sembla seriosament danyat per l'explosió, però sobreviu.
Un temps llarg indeterminat més tard, Ridley es dirigeix a Zebes baix ordres de l'Alt Comandament dels Pirates Espacials, amb la intenció d'establir una base central per als pirates sota la superfície d'aquest planeta. Les tropes pirates van aniquilar als Chozo nadius que habitaven el planeta (els mateixos que, curiosament van criar a Samus després que els seus pares morissin) i van establir la base. Per a aquest temps, la Federació Galàctica havia classificat el planeta com de classe XII i de baixa importància. Això va canviar radicalment quan els Pirates Espacials van robar una espècie de la recent descoberta espècie Metroid i la van dur a la seva base en Zebes. La Federació Galàctica ràpidament envia diferents forces a recuperar el control del planeta, no obstant això, Ridley personalment les elimina una per una. Eventualment, Ridley abandona el planeta en la Space Pirate Mothership per atendre altres assumptes. No torna fins a rebre un senyal de desastre provinent del planeta, i enviada per Kraid, qui és destruït per la caça-recompenses Samus Aran enviada per la Federació Galàctica per a destruir la base pirata en Zebes i al Cervell Mare.
Solament llavors Ridley torna a Zebes per enfrontar-la. Eventualment, Ridley confronta a Samus en Baix Norfair, també conegut com a Ridley (Metroid: Zero Mission) o MiniBoss Hideout II (Metroid). Després d'una llarga batalla, és derrotat, amb el que queda en una posició propera a la mort. No obstant això, és reconstruït en forma robòtica pels Pirates Espacials. En la Space Pirate Mothership, nau espacial personal de Ridley, està també Ridley Robot, una versió mecanitzada del monstre, construïda per a substituir a Ridley mentre aquest és reconstruït. Ridley Robot és eventualment destruït per Samus Aran.

### Meta Ridley i Omega Ridley
Després de la batalla contra Samus Aran en Zebes, Ridley queda molt afeblit i sense capacitat per a mantenir-se per si mateix, no obstant això sobreviu. Els Pirates Espacials, sota ordres de l'Alt Comandament reconstrueixen robòticament a Ridley, transformant la Geoforma 187 en "Meta Ridley". En Tallon IV, Meta Ridley aparentment visita nombrosos llocs relacionats amb els Pirates Espacials. Visita inicialment Phendrana Drifts para veure el progrés pirata, per a després anar a les Phazon Minis on presumiblement es queda fins que Samus arriba al planeta. Durant la batalla amb Samus és danyat considerablement, però la confrontació acaba quan una estàtua Chozo és derrocada per la batalla i cau damunt de Ridley, enviant-lo a l'Impact Crater, el qual està infectat de Phazon. D'alguna manera, presumiblement a la seva força i resistència cibernètica, sobreviu.
Eventualment torna a barallar contra Samus i gràcies a la seva prèvia infecció amb el Phazon assoleix afeblir-la, no obstant això ella és salvada per Rundas ho que causa que la batalla acabi prematurament. Posteriorment Meta Ridley viatja al Pirate Homeworld on és atret per un Leviatàn, allí es corromp i es converteix en "Omega Ridley". Samus ho troba posteriorment juntament amb el Leviatà i els venç miraculosament. Curiosament, la suposada "desintegració" de Ridley i del Leviatà és mai vista.

## Altres aparicions
En la saga Super Smash Bros. Ridley ha aparegut sempre. Las dues primeres entregues (Smash i Melee) apariex en un escenari i com a trofeu, i en una escena del començament i com trofeu. Mentre que al Brawl apareixia com enemic final del Subspace Emisary, lluitant contra Samus i Pikachu. Després apareixeria lluitant contra aquests dos de nou, juntament amb el Captain Falcon, el Capità Olimar, Donkey Kong, Diddy Kong, i R.O.B. en el Blue Falcon, en la seva forma de Meta Ridley.